# Krzysztof Wiecheć
Krzysztof Bohdan Wiecheć (ur. 16 maja 1950 w Ostrowcu Świętokrzyskim) – polski polityk, menedżer, poseł na Sejm II kadencji.

## Życiorys
W 1974 ukończył studia na Wydziale Mechanicznym Politechniki Opolskiej. Pracował na tej uczelni jako asystent, następnie był zatrudniony na kierowniczych stanowiskach w różnych przedsiębiorstwach i spółkach prawa handlowego. W latach 1990–1994 w opolskiej radzie miejskiej z ramienia Stronnictwa Demokratycznego. Przystąpił do Unii Pracy i z jej listy pełnił funkcję posła II kadencji, wybranego w wyborach parlamentarnych w 1993 w okręgu Opole. Bez powodzenia ubiegał się o reelekcję w wyborach w 1997.
Po odejściu z Sejmu ponownie zasiadał w opolskiej radzie miejskiej jako przedstawiciel SLD (1998–2002). Bezskutecznie ubiegał się o mandat posła w wyborach w 2001 (z ramienia SLD-UP) i 2005 (z listy SDPL), o mandat radnego sejmiku opolskiego w 2002 (z listy SLD-UP) i w 2014 (z listy SLD Lewica Razem) oraz o mandat radnego Opola w 2006 (z listy LiD).
Został członkiem zarządu klubu sportowego Odra Brzeg oraz rady krajowej UP i przewodniczącym tej partii w okręgu opolskim. Od 2009 do 2010 pełnił funkcję dyrektora opolskiego oddziału Przewozów Regionalnych.